# Granger (Teksas)
Granger – miasto w Stanach Zjednoczonych, w stanie Teksas, w hrabstwie Webb.